# Hans Ernst aus dem Winckel (der Austeilende)
Hans Ernst aus dem Winckel (* 1585 in Schierau; † 21. Dezember 1667 in Schierau (?)) war ein deutscher Adliger und Mitglied der Fruchtbringenden Gesellschaft.

## Leben
Er war der älteste Sohn von Hans aus dem Winckel († 1612). Kurt Dietrich, Otto Heinrich und Hans Georg aus dem Winckel sind seine jüngeren Brüder. Mit diesen schloss er am 16. November 1618 einen Erbvertrag, nach dem er der Alleinbesitzer des väterlichen Gutes Schierau wurde.
Für einige Jahre war er Stallmeister am Hof des Fürsten August von Anhalt-Plötzkau. Nach dem derzeitigen Stand der Forschung war er in diesem Amt der Vorgänger von Wilhelm von Proeck.
1618 nahm ihn Fürst Ludwig I. von Anhalt-Köthen in die Fruchtbringende Gesellschaft auf. Er verlieh ihm den Gesellschaftsnamen der Austeilende und das Motto Mast ohne Mühe. Sein Emblem wurde ein Eichbaum voller reifer Eicheln, deren etliche abfallen, etliche unten beim Baum liegen. Im Köthener Gesellschaftsbuch ist er unter der Nr. 15 verzeichnet.
Hans Ernst aus dem Winckel wurde am 23. Juli 1623 vom Kurfürst Johann Georg I. von Sachsen mit dem Sattelhof Schierau und den zugehörigen Dörfern Schierau, Möst und Sandrau belehnt. Diese Belehnung wurde am 25. November 1658 durch Herzog Christian von Sachsen-Merseburg erneuert.
Er heiratete Ursula von Möllendorf. Mit ihr hatte er einen gleichnamigen Sohn, Hans Ernst aus dem Winckel (der Vielgebrauchte) sowie den Sohn Hans Titus aus dem Winckel.
Hans Ernst aus dem Winckel starb am 21. Dezember 1667 im Alter von 82 Jahren.  
| Personendaten    | Personendaten                                                     |
| ---------------- | ----------------------------------------------------------------- |
| NAME             | Winckel, Hans Ernst aus dem                                       |
| KURZBESCHREIBUNG | deutscher Adeliger und Mitglied der Fruchtbringenden Gesellschaft |
| GEBURTSDATUM     | 1585                                                              |
| GEBURTSORT       | Schierau                                                          |
| STERBEDATUM      | 21. Dezember 1667                                                 |
| STERBEORT        | unsicher: Schierau                                                |